# The Coffin of Andy and Leyley
The Coffin of Andy and Leyley è un videogioco d'avventura di genere horror psicologico, sviluppato da Nemlei e pubblicato da Kit9 Studio per Microsoft Windows.
Originariamente il gioco è uscito come demo su Itch.io, tuttavia è stato ulteriormente sviluppato e pubblicato su Steam in accesso anticipato. La versione attuale del gioco contiene tre dei quattro capitoli pianificati, l'altro è attualmente in sviluppo. La trama segue la storia dei fratelli Andrew e Ashley Graves, i quali si trovano in una relazione di codipendenza, mentre commettono crimini nel tentativo di sopravvivere in un mondo distopico.

## Trama
Il gioco è ambientato in un paese immaginario dell’Europa settentrionale, tra la fine degli anni ‘90 e l’inizio degli anni 2000.

### Episodio 1: The Coffin
Intrappolati nel loro appartamento da tre mesi a causa di una quarantena imposta per un'epidemia di parassiti, i fratelli Andrew e Ashley Graves lottano contro la fame. Abbandonati dai propri genitori e privi di qualsiasi aiuto, il loro destino sembra segnato da una lenta agonia. Un giorno, però, scoprono che il loro vicino di casa è un settario intento a evocare un demone. Il rituale ha successo, ma quando l’uomo si rivela incapace di offrire un tributo adeguato, il demone gli strappa l'anima. Spinti dalla disperazione e dalla follia della fame, Andrew ed Ashley macellano il corpo del settario e se ne cibano.
Quando i due fratelli scoprono che in realtà l'epidemia è una menzogna, e che i condomini dell’edificio vengono deliberatamente fatti morire di fame come parte di un'operazione illegale di traffico di organi, decidono di pianificare una fuga. Andrew uccide una delle due guardie che li sorvegliano, mentre Ashley sacrifica l'anima dell'altro guardiano al demone. In cambio, Il demone dona ad Ashley un talismano, che promette di conferirle poteri chiaroveggenti attraverso sogni profetici. Attuato il piano, i due fratelli riescono a fuggire dall'appartamento e si rifugiano in un motel.

### Episodio 2: Graves
Mentre risiedono nel motel, Andrew ed Ashley si ritrovano in difficoltà economica. Guardando il telegiornale, scoprono che l’edificio da cui sono fuggiti è andato in fiamme, e le autorità li danno per morti, con l'incendio che ha cancellato tutte le tracce dei loro precedenti crimini. Nel frattempo, il potere del talismano donato ad Ashley dal demone si rivela autentico. Durante la notte, la ragazza riceve una visione che le consente di prevedere l’arrivo di un sicario, incaricato di eliminare lei e Andrew. Successivamente, si dirigono verso la casa dei loro genitori, intenzionati a procurarsi del denaro. Ma quando irrompono nell’abitazione, la madre torna prima del previsto. Sorpresa di vederli vivi, nonostante la loro loro presunta morte, e sebbene inizialmente riluttante, acconsente infine a ospitarli per la notte.
Dopo una cena insieme, durante la quale la famiglia Graves cerca di mantenere l’apparenza di normalità, Ashley propone ad Andrew una soluzione definitiva: l'omicidio dei propri genitori per evitare che rivelino che sono sopravvissuti. Inoltre, c'è il sospetto che i genitori stessi li abbiano abbandonati a morire nell'appartamento, in cambio del pagamento di un'assicurazione sulla vita. Convinto dalla proposta di Ashley, e incapace di opporsi, Andrew accetta. 
La notte stessa, i due fratelli legano i genitori nel seminterrato, per poi sacrificare le loro anime al demone attraverso un rituale. Una volta completato il sacrificio, macellano i corpi dei genitori, e Ashley cucina parte della loro carne, preparando una zuppa che lei e Andrew mangiano insieme.
In seguito, Ashley e Andrew decidono di assumere nuove identità. Tuttavia, a seconda delle scelte fatte precedentemente dal giocatore, il legame dei due fratelli può trasformarsi in una dinamica di conflitto o di complicità. Se il giocatore segue il percorso denominato Burial, il talismano del demone provoca ai due fratelli una visione che li mostra intraprendere una relazione sessuale incestuosa. Nell'altro percorso, denominato Decay, Ashley ha una visione in cui Andrew la uccide, ma al risveglio si rifiuta di parlargliene.    

### Episodio 3A: Decay
In un flashback, durante una visita a casa dei nonni, Andrew evoca accidentalmente e entra in contatto con un demone noto come Frightening Thing. La creatura, incuriosita da Andrew, decide di risparmiarlo, e il ragazzo finisce per liquidare l’esperienza come un semplice sogno. Nel presente, Andrew ruba di nascosto il talismano appartenente alla sorella Ashley e tenta di utilizzarlo, venendo assalito dalla visione del cadavere smembrato di Ashley. Quando la sorella scopre l’accaduto, si infuria per l’uso non autorizzato dell’oggetto e propone di sacrificare una famiglia di campeggiatori per ricaricarne il potere. Tuttavia, il rituale viene interrotto dall’arrivo della polizia. Per salvarli, il demone offre ai due fratelli rifugio nel Regno dei Demoni. 
In cambio dell’asilo, il demone arruola Ashley per continuare a raccogliere anime per suo conto, mentre Andrew viene lasciato in attesa nel Regno dei Demoni. Durante le sue esplorazioni, i fratelli scoprono una serie di “visioni” raccolte dal demone e apprendono che i loro genitori li avevano effettivamente venduti a un traffico d’organi gestito da un medico corrotto noto solo come il Chirurgo. Tuttavia, il rapporto tra Andrew e il demone si incrina rapidamente per via della reciproca diffidenza. Quando Ashley torna nel Mondo Umano per proseguire la raccolta di anime, il demone approfitta della sua assenza per bandire Andrew nell’In-Between, una dimensione di passaggio.
Nel tentativo di evocare nuovamente il demone, Andrew finisce invece per richiamare il Frightening Thing, che si rivela essere una creatura chiamata Lord Unknown. Riconoscendo Andrew, Lord Unknown accede ai suoi ricordi, facendogli rivivere momenti della sua infanzia e adolescenza. Durante questo processo, Andrew scopre con angoscia di provare desideri repressi nei confronti di sua sorella Ashley. Lord Unknown, mostrandosi empatico, propone ad Andrew di allearsi con lui per i propri scopi. Affascinato dalla proposta, Andrew accetta e attraversa un portale verso una destinazione ignota.     
Oltre alla trama principale, il gioco presenta anche una serie di finali alternativi non canonici, che esplorano esiti distorti e spesso tragici del legame tra i due fratelli. In una possibile versione, i due vengono uccisi dalla polizia durante una fuga; in un’altra, Andrew si sottomette completamente alla volontà di Ashley, diventando il suo “giocattolo”. C’è anche un finale in cui i fratelli si fidanzano, ma la loro relazione sfocia in un legame tossico e abusivo. Un’ulteriore conclusione mostra i due scegliere insieme il suicidio, gettandosi nel vuoto.

## Modalità di gioco
Il gioco si presenta come un gioco d'avventura con una grafica dall'alto, nel quale il giocatore può giocare nei panni dei protagonisti Ashley o Andrew, esplorare l'ambiente e risolvere dei rompicapi per avanzare nella trama. In alcuni punti del gioco, il giocatore può compiere delle scelte che possono cambiare la direzione della trama, e sbloccare uno dei molteplici finali.

## Sviluppo
Il gioco è stato realizzato dallo sviluppatore indie Nemlei. Inizialmente pubblicato come demo su Itch.io, è successivamente approdato su Steam in accesso anticipato, includendo i primi tre
dei quattro episodi previsti. Gli episodi attualmente in sviluppo sono continuazioni dei due finali del secondo episodio.
Il 27 novembre 2023, l'editore Kit9 Studio ha annunciato di aver acquisito i diritti di pubblicazione del gioco, e di averne preso in carico lo sviluppo. Nel frattempo, Nemlei ha scelto di ritirarsi dalla scena online, pur continuando a occuparsi della grafica e della sceneggiatura del gioco.

## Accoglienza
La giornalista di Destructoid Andrew Gonzalez diede al gioco una recensione positiva, descrivendolo come "un'esplorazione ben scritta di una dinamica tossica tra fratelli" e apprezzando il tono generale della narrativa. Ana Valens del The Mary Sue ha elogiato l'esplorazione del tema tabù da parte del gioco, affermando che "contiene un importante commento da condividere su abusi, traumi e dinamiche familiari disfunzionali".
Emily Spindler di Kotaku Australia ha espresso sconcerto per il contenuto del gioco, accostando i temi cannibali e incestuosi del gioco alla sua accoglienza "straordinariamente positiva" su Steam. Ha notato che oltre 7.000 utenti di Steam hanno recensito positivamente The Coffin of Andy and Leyley, lasciando spesso commenti idiosincratici che approvavano scherzosamente il contenuto del gioco.

### Esplicative
1. ↑  Prima dell'episodio 2 il giocatore ha la possibilità di giocare solo con Ashley.

### Fonti
1. ↑   Andrea Gonzalez, The Coffin of Andy and Leyley is horrifying and I can't get enough of it, in Destructoid, 12 novembre 2023. URL consultato il 30 novembre 2023 (archiviato dall'url originale il 29 novembre 2023).
2. ↑   Nemlei su Steam, su media.discordapp.net.
3. 1 2  (EN) Emily Spindler, Cannibalism Is Somehow Only The Second Worst Thing You Can Do In The Coffin Of Andy And Leyley, su Kotaku Australia, 24 novembre 2023. URL consultato il 3 settembre 2024 (archiviato dall'url originale il 26 novembre 2023).
4. ↑   The Coffin of Andy and Leyley su Steam, su store.steampowered.com. URL consultato il 3 settembre 2024.
5. ↑  (EN) Shaun Prescott published, Five new Steam games you probably missed (October 16, 2023), in PC Gamer, 16 ottobre 2023. URL consultato il 3 settembre 2024.
6. 1 2   Notizie di Steam - The Coffin of Andy and Leyley - Devlog 07, su store.steampowered.com, 10 dicembre 2023. URL consultato il 3 settembre 2024.
7. ↑  (JA) はくまいさん, 海外で人気が凄い狂気の共依存兄妹を描いたホラーゲーム『The Coffin of Andy and Leyley』がSteamにて配信中。サイコパスでヤンデレなブラコン妹と一見マトモな兄の掛け合いが面白い, su 電ファミニコゲーマー – ゲームの面白い記事読んでみない？, 20 ottobre 2023. URL consultato il 3 settembre 2024.
8. ↑   Pre-Devlog Announcement :: The Coffin of Andy and Leyley General Discussions, su steamcommunity.com, 29 novembre 2023. URL consultato il 3 settembre 2024 (archiviato dall'url originale il 29 novembre 2023).
9. ↑   Capsulecomputers.com, su capsulecomputers.com.au.
10. ↑  (EN) Andrea Gonzalez, The Coffin of Andy and Leyley is horrifying and I can't get enough of it, su Destructoid, 12 novembre 2023. URL consultato il 3 settembre 2024.
11. ↑   Ana Valens, Why Are So Many People Upset With 'The Coffin of Andy and Leyley'?, su The Mary Sue, 11 dicembre 2023. URL consultato il 12 dicembre 2023 (archiviato dall'url originale il 21 dicembre 2023).